# Satu Nou (Colonești), Bacău
Satu Nou este un sat în comuna Colonești din județul Bacău, Moldova, România.